# Kalevi Kotkas
Kalevi Kotkas, född 10 augusti 1913 i Tallinn, död 24 augusti 1983 i Vanda, var en estländsk-finländsk höjdhoppare.
Kotkas, som även var känd som diskuskastare; han hoppade 1934 som förste europé över 2 meter (2,01) och blev samma år Europamästare samt fjärde vid Berlinolympiaden 1936.